# Nuku Hiva
Nuku Hiva je největší ostrov v souostroví Markézy ve Francouzské Polynésii, zámořském území Francie v Tichém oceánu. To bylo dříve také známé jak Île Marchand a Madison ostrov.

## Geografie
Nuku Hiva je charakterizován malými zátokami vedoucími k hlubokým údolím, které vedou do vnitrozemí. Největší zátokami na severu ostrova jsou Anaho a Hatiheu. Aakapaa. Jih má méně zátok, mezi kterého patří Taiohae, Taipivai, Hooumi, Hakapoovai (poslední tři jsou části větší Baie du Contrôleur) a zátoky Hakaui a Hakatea. Střední součást ostrova je náhorní plošina nazvaná Tōvi “i. Na západním okraji Tōvi “i se nalézá Tekao, nejvyšší vrchol ostrova, který dosáhuje výšky 1 224 m.

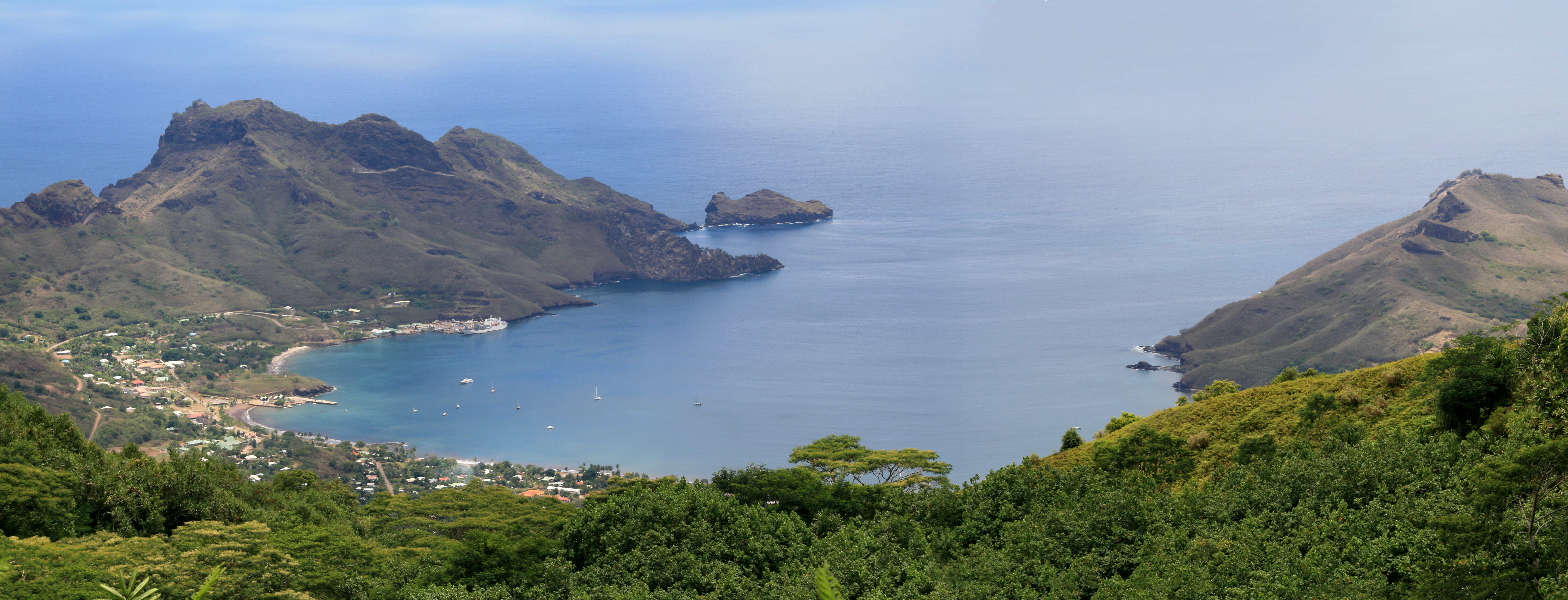
Zátoka Taiohae.